# Замежье
Замежье — деревня в Ям-Тёсовском сельском поселении Лужского района Ленинградской области.

## История
ЗАМЕЖЬЕ — деревня при реке Рыденке. Мало-Березницкого сельского общества, прихода села Климентовского.
 
Крестьянских дворов — 12. Строений — 44, в том числе жилых — 10. Ветряная мельница.

Число жителей по семейным спискам 1879 г.: 37 м. п., 34 ж. п.; по приходским сведениям 1879 г.: 34 м. п., 36 ж. п.

В конце XIX — начале XX века деревня административно относилась к Тёсовской волости 3-го стана 3-го земского участка Новгородского уезда Новгородской губернии.

ЗАМЕЖЬЕ — деревня Березницкого сельского общества, дворов — 22, жилых домов — 22, число жителей: 66 м. п., 59 ж. п. 

Занятия жителей — земледелие, выпас телят. (1907 год)

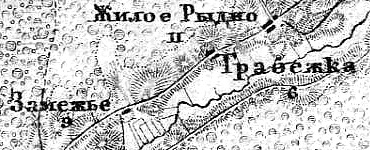
Деревня Замежье на карте 1915 года

Согласно карте из «Исторического атласа Санкт-Петербургской Губернии» 1915 года деревня Замежье насчитывала 9 крестьянских дворов.
С 1917 по 1927 год деревня Замежье входила в состав Тёсовской волости Новгородского уезда Новгородской губернии.
С 1927 года, в составе Березницкого сельсовета Оредежского района.
В 1928 году население деревни Замежье составляло 127 человек.
С 1930 года, в составе Мало-Березницкого сельсовета.
По данным 1933 года деревня Замежье входила в состав Березницкого сельсовета Оредежского района.

План деревни Замежье. 1937 год

Согласно топографической карте 1937 года деревня насчитывала 27 крестьянских дворов.
Деревня была освобождена от немецко-фашистских оккупантов 4 февраля 1944 года.
С 1954 года, в составе Заручьёвского сельсовета.
С 1959 года, в составе Лужского района.
В 1965 году население деревни Замежье составляло 53 человека.
По данным 1966 года деревня Замежье также входила в состав Заручьёвского сельсовета Лужского района.
По данным 1973 и 1990 годов деревня Замежье входила в состав Приозёрного сельсовета.
В 1997 году в деревне Замежье Приозёрной волости проживали 16 человек, в 2002 году — 9 человек (все русские).
В 2007 году в деревне Замежье Ям-Тёсовского СП проживали 6 человек, в 2010 году — 11, в 2013 году — 15.

## География
Деревня расположена в восточной части района близ автодороги 41А-004 (Павлово — Мга — Луга).
Расстояние до административного центра поселения — 21 км.
Расстояние до ближайшей железнодорожной станции Чолово — 28 км. 
Деревня находится на правом берегу реки Рыденка.

## Демография
| 1879 | 1909 | 1928 | 1965 | 1997 | 2007 | 2010 |
| ---- | ---- | ---- | ---- | ---- | ---- | ---- |
| 71   | ↗125 | ↗127 | ↘53  | ↘16  | ↘6   | ↗11  |
| 2013 | 2017 |      |      |      |      |      |
| ↗15  | ↘9   |      |      |      |      |      |

## Улицы
Лесная, Центральная.